# Клецков, Леонид Герасимович
Леонид Герасимович Клецков (12 мая 1918, д. Шилино, Полоцкий уезд, Витебская губерния, РСФСР — 14 июля 1997, Минск, Беларусь) — советский белорусский государственный и партийный деятель. Член ЦК КП Беларуси (1966—1990). Первый секретарь Гродненского обкома КП Беларуси (1972—1989).

## Биография
Родился 12 мая 1918 в деревне Шилино (ныне деревня в составе Шумилинского района Витебской области Беларуси).
Член ВКП(б) с 1940 года. По образованию — учитель. В 1955 году окончил Высшую партийную школу ЦК КПСС.
Участник Великой Отечественной войны.
- 1952—1960 гг. — первый секретарь Ошмянского районного комитета КП Беларуси (Гродненская область),
- 1960—1966 гг. — заведующий отделением, секретарь Минского областного комитета КП Беларуси, председатель Комитета партийно-государственного контроля, заместитель председателя исполкома Минского областного совета депутатов трудящихся,
- 1966—1972 гг. — заведующий отделом ЦК КП Беларуси по кадровой работе,
- 1972—1989 гг. — первый секретарь Гродненского областного комитета КП Беларуси.

С 1989 года — инспектор ЦК КПБ.
После 1991 года — на пенсии.
Кандидат в члены ЦК КПСС (1981—1990), член Центральной ревизионной комиссии КПСС (1976—1981).
Депутат Совета Союза Верховного Совета СССР 9-11 созывов (1974—1989) от Гродненской области. Народный депутат СССР. Член ЦК Компартии Беларуси (1966—1991), депутат Верховного Совета БССР (1959—1963 и 1967—1975).
Похоронен на Восточном кладбище в Минске.

## Награды и звания
- Герой Социалистического Труда (1976 — за достижения в области сельского хозяйства)
- 2 ордена Ленина (1976; 11.05.1988)
- Медали

## Память
- Имя носит проспект в г. Гродно.
- 14 июля 2023 года в г. Гродно открыта мемориальная доска Леониду Клецкову[3]. Памятную доску установили на улице Реймонта, где долгое время жил Леонид Клецков.
- Имя Л. Г. Клецкого носит средняя школа № 31 г. Гродно[4]. Одна из экспозиций в школьном музее посвящена Л. Г. Клецкому.